# Munkakören
Munkakören grundades 1944 under namnet Munka-Ljungby Manskör. Kören är från Munka Ljungby och sångarmunderingen är svarta byxor, svart skjorta, silvergrå slips och vinröd kavaj. På repertoaren finns allt från den klassiska manskörsrepertoaren till jullåtar, musikallåtar, modernare musik och mycket mer.

## Munkakörens dirigent
Sedan år 2000 är kulturpristagaren i Örkelljunga kommun Rolf Söderlund Munkakörens dirigent. Tidigare dirigenter har varit Knut Bengtsson, Oskar Persson och Sönne Brelert.

## I backspegeln
Kören har samarbete med vänkörer både i England och Danmark. 2002 besöktes Brighton Welsh Male Voice Choir i Brighton och 2008 besöktes Varde Sangforein i Varde. Tillsammans med Backakören från Örkelljunga arrangerar Munkakören julkonserter. 2009 fick kören besök av Birgit Carlstén och tidigare år har Munkakören bland annat haft besök av Marianne Mörck, Johannes Brost, Nina Inhammar, Åke Cato och Susanne Resmark. Munkakören är även arrangör av det årliga valborgsfirandet i Toma, Klippan på valborgsmässoafton.